# Eduardo Lobos
Eduardo Lobos (* 30. Juli 1981 in Curicó) ist ein ehemaliger chilenischer Fußballspieler und heutiger -trainer. Der Torwart gewann mit dem CSD Colo-Colo zwei Meistertitel der Primera División in Chile. Für die Nationalmannschaft lief Lobos ein Mal auf.

## Karriere

### Vereinskarriere
Eduardo Lobos begann im Alter von sieben Jahren in der Mannschaft seiner Heimatstadt und wechselte dann in die Jugend von CSD Colo-Colo, wo er im Jahr 2000 beim Unentschieden seiner Mannschaft gegen Deportes Concepción sein Debüt in der Primera División gab. Erst 2002 wurde Lobos Stammtorhüter und gewann mit der Meisterschaft in der Clausura seinen ersten Titel.
Im Jahr 2003 verlor der Torhüter seinen Stammplatz an Claudio Bravo, da sich Lobos während eines Spiels gegen die Boca Juniors die Schulter ausgerenkt hatte, als Rolando Schiavi ihn bei der Copa Libertadores 2003 bei einem Stoß traf. 2004 ging Lobos zu Audax Italiano, wo er regelmäßig spielte, aber schon 2005 das Angebot aus Russland von Krylja Sowetow Samara annahm.
Im Jahr 2011 und nachdem er seinen Vertrag mit Krylia Sovetov beendet hatte, unterschrieb er bei einem anderen russischen Team, Lokomotive, doch dieser Vertrag scheiterte im letzten Moment aufgrund kurzfristiger Änderungen der wirtschaftlichen Bedingungen, die ihn zu einer Rückkehr nach Chile veranlassten.
Nachdem er die Apertura 2011 bei Unión Española auf gutem Niveau gespielt hatte, ging er zu seinem Jugendverein CSD Colo-Colo zurück. Dieser hatte bereits die sechs gesetzlich zulässigen Neuverpflichtungen überschritten und so wurde Lobos an die Santiago Wanderers verliehen. Anfang 2012 und nachdem er von Colo-Colo-Trainer Ivo Basay nicht berücksichtigt wurde, wurde Lobos erneut an Unión Española verliehen. Anschließend kehrte Lobos zu seinem Stammverein Colo-Colo zurück, mit dem er in der Clausura 2014 erneut Meister wurde. Im Januar 2015 wurde sein Wechsel zum San Marcos de Arica bestätigt, nachdem sein Vertrag bei den Caciques im August 2014 ausgelaufen war. Bei seinem Engagement bei CD Cobresal trat er im März 2016 aus persönlichen Gründen zurück.
Nach einigen Monaten Vereinslosigkeit kam Lobos zu Everton, bei denen Trainer Héctor Tapia auf die Dienste des 35-Jährigen Torhüters setzte. Tapia hatte das Team zurück in die erste Liga Chiles geführt, wurde aber noch im gleichen Jahr entlassen. Lobos, 2018 aufgrund einiger ihm zugeschriebener Torwartfehler nicht mehr unangefochtener Stammtorhüter, wechselte im Juli auf Leihbasis zu Coquimbo Unido in die Primera B. Dort sollte er ursprünglich den am Knie verletzten Matías Cano ersetzen, Lobos wurde aber nie eingesetzt. Coquimbo, mit denen er den Aufstieg feiern durfte, war auch seine letzte Station der aktiven Karriere. Zu Everton kehrte er nur noch zurück, um sein Karriereende bekanntzugeben, da ihn die Fans für die Gegentore besonders im Spiel gegen Colo-Colo verantwortlich machten.

### Nationalmannschaftskarriere
Eduardo Lobos spielte bei der U-20-Fußball-Südamerikameisterschaft 2001 in Ecuador, bei der er sogar ein Tor erzielte, als ihn Trainer Héctor Pinto als Stürmer einwechselte, nachdem fünf Spieler seiner Mannschaft gesperrt waren. Den Treffer erzielte er fünf Minuten vor Spielende beim 3:1-Sieg gegen Bolivien. Mit diesem Ergebnis qualifizierte sich Chile für die nächste Phase des Turniers und gleichzeitig auch für die Junioren-Fußballweltmeisterschaft 2001 in Argentinien, bei der Lobos mit seinem Team in der Gruppenphase mit drei Punkten ausschied.
Sein einziges Spiel für Chiles A-Nationalteam war eine 0:1-Niederlage im Freundschaftsspiel gegen die israelische Fußballnationalmannschaft.

## Trainerkarriere
Nach seiner aktiven Zeit arbeitete Eduardo Lobos von November 2020 bis Ende 2021 bei Deportes Iberia in der Segunda División Chiles. 2022 stand er an der Seitenlinie des Ligakonkurrenten San Antonio Unido. Im Mai 2023 übernahm Lobos das Traineramt bei Deportes Linares.

## Erfolge
CSD Colo-Colo
- Chilenischer Meister (2): 2002-C, 2013/14-C

Coquimbo Unido
- Chilenischer Zweitligameister: 2018